# ネショバ郡 (ミシシッピ州)
ネショバ郡（英: Neshoba County）は、アメリカ合衆国ミシシッピ州の中央部に位置する郡である。2010年国勢調査での人口は29,676人であり、2000年の28,684人から3.5%増加した。郡庁所在地はフィラデルフィア市（人口7,477人）であり、同郡で人口最大の都市でもある。
「ネショバ」という言葉はチョクトー族インディアンの言葉 nashoba から採られており、「オオカミ」を意味している。
ネショバ郡はネショバ郡祭とハーネス競馬で知られている。また1900年代初期から開業しているウィリアムズ兄弟店もある。
チョクトー族ミシシッピ・バンドが国内最大級のカジノ施設を所有している。シルバースター・カジノとゴールデンムーン・カジノと呼ばれ、ミシシッピ州では最初の陸地にあるカジノとなった。これらはパールリバー・リゾートの一部になっている。

## 歴史
ネショバ郡は、アメリカ史の中でも人種に絡む悪名高い犯罪が起きた場所として知られている。1964年、郡庁所在地のフィラデルフィアで、副保安官を含んでいたとされる白人至上主義者達によって、3人の公民権運動家が残酷に殺された。この犯罪とその後長く続いた訴訟は、1988年の映画『ミシシッピー・バーニング』に収められた。
1980年アメリカ合衆国大統領選挙で、候補者ロナルド・レーガンはネショバ郡祭でその選挙運動を始め、経済政策に関する演説の中で、1964年の殺人事件に関して「州の権限」という言葉を使ったことで注目を集めた
。

## 地理
アメリカ合衆国国勢調査局に拠れば、郡域全面積は571.64平方マイル (1,480.5 km2)であり、このうち陸地570.00平方マイル (1,476.3 km2)、水域は1.64平方マイル (4.2 km2)で水域率は0.29%である。

### 主要高規格道路
- ミシシッピ州道15号線
- ミシシッピ州道16号線
- ミシシッピ州道19号線
- ミシシッピ州道21号線

### 隣接する郡
- ウィンストン郡 - 北
- ケンパー郡 - 東
- ニュートン郡 - 南
- リーク郡 - 西

## 人口動態
以下は2000年の国勢調査による人口統計データである。
| 基礎データ - 人口: 28,684人 - 世帯数: 10,694 世帯 - 家族数: 7,742 家族 - 人口密度: 19人/km2（50人/mi2） - 住居数: 11,980軒 - 住居密度: 8軒/km2（21軒/mi2） 人種別人口構成 - 白人: 65.50% - アフリカン・アメリカン: 19.33% - ネイティブ・アメリカン: 13.80% - アジア人: 0.19% - 太平洋諸島系: 0.02% - その他の人種: 0.34% - 混血: 0.81% - ヒスパニック・ラテン系: 1.16% 先祖による構成 - アメリカ人：28.6% - アイルランド系：8.8% - イギリス系：6.1% 言語による構成 - 英語：88.7% - チョクトー語：10.2% | 年齢別人口構成 - 18歳未満: 28.2% - 18-24歳: 9.0% - 25-44歳: 27.0% - 45-64歳: 21.6% - 65歳以上: 14.2% - 年齢の中央値: 35歳 - 性比（女性100人あたり男性の人口） - 総人口: 91.1 - 18歳以上: 88.3 世帯と家族（対世帯数） - 18歳未満の子供がいる: 34.9% - 結婚・同居している夫婦: 52.5% - 未婚・離婚・死別女性が世帯主: 15.6% - 非家族世帯: 27.6% - 単身世帯: 24.7% - 65歳以上の老人1人暮らし: 11.5% - 平均構成人数 - 世帯: 2.63人 - 家族: 3.11人 | 収入と家計 - 収入の中央値 - 世帯: 28,300米ドル - 家族: 33,439米ドル - 性別 - 男性: 28,112米ドル - 女性: 19,882米ドル - 人口1人あたり収入: 14,964米ドル - 貧困線以下 - 対人口: 21.0% - 対家族数: 17.9% - 18歳未満: 27.2% - 65歳以上: 22.0% |

## 都市と町

### 都市
- フィラデルフィア - 郡庁所在地

### 町
- ユニオン（大半はニュートン郡）

### 国勢調査指定地域
- ボーグチット（一部はケンパー郡）
- パールリバー
- タッカー

### 未編入の町
- バーンサイド
- チョクトー
- グッドホープ
- ネショバ
- スタロ